# Cremnops punctatus
Cremnops punctatus är en stekelart som beskrevs av Berta 1998. Cremnops punctatus ingår i släktet Cremnops och familjen bracksteklar. Inga underarter finns listade i Catalogue of Life.